# Марчедуза
Марчеду̀за (на италиански: Marcedusa, на арбърешки: Marçëdhuza, Марчъдуза) е село и община в Южна Италия, провинция Катандзаро, регион Калабрия. Разположено е на 288 m надморска височина. Населението на общината е 442 души (към 2012 г.).
В това село живее албанско общество, наречено арбъреши. Те са се заселили в този район между XV и XVIII век като бежанци от османското владичество. Село Марчедуза е част от етнографическия район Арберия.